# West Union (Carolina do Sul)
West Union é uma cidade  localizada no estado norte-americano de Carolina do Sul, no Condado de Oconee.

## Demografia
Segundo o censo norte-americano de 2000, a sua população era de 297 habitantes.
Em 2006, foi estimada uma população de 303, um aumento de 6 (2.0%).

## Geografia
De acordo com o United States Census Bureau tem uma área de
2,0 km², dos quais 2,0 km² cobertos por terra e 0,0 km² cobertos por água.

## Localidades na vizinhança
O diagrama seguinte representa as localidades num raio de 16 km ao redor de West Union.